# Spartopyge mexicana
Spartopyge mexicana är en insektsart som beskrevs av Delong och Hershberger 1948. Spartopyge mexicana ingår i släktet Spartopyge och familjen dvärgstritar. Inga underarter finns listade i Catalogue of Life.